# Immergentia suecica
Immergentia suecica is een mosdiertjessoort uit de familie van de Immergentiidae. De wetenschappelijke naam van de soort is voor het eerst geldig gepubliceerd in 1947 door Silén.